# Biserica de lemn din Chendrea

Biserica de lemn din Chendrea

Schiţa unui fragment de pridvor de la biserica de lemn din Chendrea, judeţul Sălaj

Biserica de lemn din Chendrea care se afla în localitatea Chendrea din comuna Bălan, județul Sălaj a fost edificată cel mai probabil înainte de anul 1733, când în conscripția lui Inocențiu Micu-Klein comunitatea din Chendrea era amintită cu aproximativ 150 suflete, biserică și casă parohială. Unele surse bibliografice susțin faptul că vechea biserică de lemn avea hramul Sfinții Arhangheli Mihail și Gavriil în timp ce Șematismul Episcopiei Greco-Catolice de Cluj-Gherla pe anul 1947 atribuie bisericii hramul Buna Vestire.

## Istoric și trăsături
Schița monografică a Sălajului, editată la începutul secolului XX ne oferă informații despre biserica de lemn din Chendrea. Potrivit acesteia "biserica este de lemn, nu se știe anul când s-a construit. Pe partea dinspre altar a fruntariului se poate citi o inscripție cu litere chirilice, din care se vede că biserica s-a zugrăvit pe spusele credincioșilor Danea Ioan și Crăciun cu cheltuiala de 120 florini. Pe atunci protopop al Miluanului era Alexandru Anghel, iar preot Ioan Popa. Biserica a fost zugrăvită în anul 1802".
Nici șematismul de la 1947 nu oferă informații suplimentare cu privire la momentul edificării bisericii. Potrivit acestuia biserica este veche, de lemn, renovată în anul 1802. Renovarea din acel an a fost probabil mult mai amplă, tot atunci pe latura de sud a bisericii construindu-se o prispă, cu stâlpi masivi, cu secțiune poligonală.
Sub aspectul trăsăturilor, biserica de lemn din Chendrea avea un plan dreptunghiular cu absida pătrată. Butea bisericii era împărțită în încăperile obișnuite. Deasupra pronaosului și parțial deasupra naosului se afla cafasul(corul), loc în care tinerii stăteau în timpul slujbei. Tavanul pronaosului era tăvănit și se sprijinea pe o grindă sculptată în formă de valuri. Pronaosul era despărțit de naos printr-un perete de grinzi frumos ornamentate care avea ferestre și o ușă prin care se intra în naos. Pe pânză de cânepă lipită pe pereți era pictura bisericii. Programul iconografic realizat de cunoscutul pictor Ioan Pop din Românași a rămas în amintirea credincioșilor.
Fostul sfăt, Traian Varga ce încă trăia la începutul anilor '80 își amintea de pilda celor 10 fecioare, de scenele din Noul și Vechiu Testament dar și de reprezentarea morții sub forma unui schelet uman cu coasă. În naos și pe bolta cilindrică ce îl acoperea erau pictate scede din Patimile Domnului Nostru Isus Cristos dar și scene din Vechiul Testament.
Absida altarului era separată de naos prin iconostas. Altarul era foarte mic și avea tavanul drept. Turnul-clopotniță, așezat peste pronaos era scund și se termina cu o fleșă ascuțită. Iluminatul natural în biserică se făcea prin cele câteva mici ferestre pe care biserica le avea. În altar erau două la fel și în naos,în partea dreaptă acolo unde stăteau cantorii exista o fereastră. Intrarea era pe partea sudică a bisericii. Intrarea era frumos ornamentată printr-un portal decorat cu motivul frânghiei.
Dimensiunile bisericii erau aproximativ următoarele: lungimea 15–18 m, lățimea 5–6 m iar înălțimea de 3–4 m. Era acoperită cu șindrilă.
Biserica a fost demolată la data 20 iunie 1957 după primirea acceptului de demolare din partea autorităților Raionului Jibou. Materialul rezultat în urma demolării a fost vândut contra sumei de 4000 lei unui cetățean din Baica.